# Pandanus monticola
Pandanus monticola är en enhjärtbladig växtart som beskrevs av Ferdinand von Mueller. Pandanus monticola ingår i släktet Pandanus och familjen Pandanaceae.
Artens utbredningsområde är Queensland. Inga underarter finns listade.